# Староміська сільська рада
Староміська́ сільська́ ра́да — адміністративно-територіальна одиниця та орган місцевого самоврядування в Підгаєцькому районі Тернопільської області. Адміністративний центр — село Старе Місто.

## Загальні відомості
- Територія ради: 29,961 км²
- Населення ради: 1 655 осіб (станом на 2001 рік)
- Територією ради протікає річка Коропець

## Населені пункти
Сільській раді підпорядковані населені пункти:
- с. Старе Місто
- с. Голендра
- с. Загайці

## Населення
За переписом населення України 2001 року в сільській раді мешкало 1646 осіб.

### Мова
Розподіл населення за рідною мовою за даними перепису 2001 року:
| Мова       | Відсоток |
| ---------- | -------- |
| українська | 99,82 %  |
| російська  | 0,12 %   |

## Склад ради
Рада складається з 16 депутатів та голови.
- Голова ради: Доскоч Маркіян Йосипович

### Керівний склад попередніх скликань
| Прізвище, ім'я, по батькові | Основні відомості                                                               | Дата обрання | Дата звільнення |
| --------------------------- | ------------------------------------------------------------------------------- | ------------ | --------------- |
| Доскоч Маркіян Йосипович    | Сільський голова, 1947 року народження, освіта середня спеціальна, безпартійний | 26.03.2006   | 31.10.2010      |
| Доскоч Маркіян Йосипович    | Сільський голова, 1947 року народження, освіта середня спеціальна, безпартійний | 31.10.2010   |                 |

Примітка: таблиця складена за даними сайту Верховної Ради України

### Депутати
За результатами місцевих виборів 2010 року депутатами ради стали:

#### За суб'єктами висування
| Суб'єкт висування | Кількість обраних депутатів | %    |
| ----------------- | --------------------------- | ---- |
| Самовисування     | 15                          | 93,8 |
| Народна партія    | 1                           | 6,3  |

#### За округами
| № округу       | Прізвище, ім'я, по батькові      | Дата визнання обраним | Освіта             | Партійна приналежність | Відомості про обраного депутата                                                                                              |
| -------------- | -------------------------------- | --------------------- | ------------------ | ---------------------- | --- |
| Народна Партія |                                  |                       |                    |                        | |
| 6              | Рокецький Руслан Євгенович       | 03.11.2010            | середня спеціальна | член Народної партії   | тимчасово не працює |
| Самовисування  |                                  |                       |                    |                        | |
| 1              | Борис Роман Маркіянович          | 03.11.2010            | середня спеціальна | позапартійний          | тимчасово не працює |
| 2              | Бойко Іван Петрович              | 03.11.2010            | незакінчена вища   | позапартійний          | Тернопільський НЕУ, студент                                                                                                  |
| 3              | Щур Ігор Володимирович           | 03.11.2010            | незакінчена вища   | позапартійний          | Бережанський АТУ, студент |
| 4              | Магас Андрій Іванович            | 03.11.2010            | вища               | позапартійний          | Тернопільська філія центру Державного Земельного Кадастру, завідувач сектору статистичного забезпечення державної реєстрації |
| 5              | Підгайний Андрій Миколайович     | 03.11.2010            | середня спеціальна | позапартійний          | тимчасово не працює |
| 7              | Раїнчук Дмитро Іванович          | 03.11.2010            | незакінчена вища   | позапартійний          | Національний університет «Львівська політехніка»                                                                             |
| 8              | Руденський Петро Ярославович     | 03.11.2010            | незакінчена вища   | позапартійний          | Бережанський АТІ, студент |
| 9              | Качерай Михайло Петрович         | 03.11.2010            | незакінчена вища   | позапартійний          | Львівський національний університет ім. І. Франка, студент                                                                   |
| 10             | Томин Ігор Миколайович           | 03.11.2010            | середня спеціальна | позапартійний          | Підгаєцький райавтодор, тракторист                                                                                           |
| 11             | Голіят Богдан Богданович         | 03.11.2010            | вища               | позапартійний          | тимчасово не працює |
| 12             | Кунцьо Леся Олегівна             | 03.11.2010            | середня спеціальна | позапартійна           | Староміська сільська рада, головний бухгалтер                                                                                |
| 13             | Свінціцький Святослав Михайлович | 03.11.2010            | незакінчена вища   | позапартійний          | Бережанський АТІ |
| 14             | Врублевич Надія Іванівна         | 03.11.2010            | середня спеціальна | позапартійна           | Староміська сільська рада, секретар                                                                                          |
| 15             | Коник Ярослав Іванович           | 03.11.2010            | незакінчена вища   | позапартійний          | Бережанський АТІ, студент |
| 16             | Городицький Марян Миронович      | 03.11.2010            | середня спеціальна | позапартійний          | тимчасово не працює |